# Caudron Type B
Dimensions
Le Caudron Type B est un aéronef biplace dont le projet de construction a débuté en 1911. Il est issu du premier avion conçu par les frères Caudron, le Caudron Type A. Doté d'un fuselage de type nacelle et d'un moteur plus puissant que le type A, il a été initialement conçut comme un biplan à envergure égale, puis a été transformé en sesquiplan.

## Histoire
Le Type B a volé pour la première fois le 28 janvier 1911. Il a ensuite été engagé lors d'une compétition sur un circuit européen qui a débuté le 18 juin 1911 qui impliquait de joindre des villes de France, de Belgique, des Pays-Bas et d'Angleterre,.
Émile Duval (1886-1956) a participé avec le Caudron Type A mais a dû l'abandonner vers la fin de la cinquième étape, près de Bruxelles. Il a alors récupéré le Type B de l'usine Caudron à Rue le 4 juillet et l'a fait voler de Calais à Brighton et Douvres, sur la partie franco-britannique de la course.
En 1912, un Caudron Type B2 fut acheté par Auguste Maïcon (1891-1974) qui annonça que le 16 février, il commencerait un vol pour Porto Maurizio (Italie) et de là pour Nice. Les péripéties de son voyage ne sont pas connues. 
Le 18 août, il entreprend un vol le long de la côte méditerranéenne de Allasio, puis Porto Maurizio en Italie, jusqu'à Nice, soit un vol de 90 km environ.
Un autre type B complètement différent apparait dans le catalogue 1912 de Caudron, le Type B Multiplace développé spécialement pour le circuit d'Anjou du « Grand Prix d'Aviation de l'Aéro-club de France » des 16 et 17 juin 1912. C'était un grand sesquiplan à trois baies et, comme tous les Caudron de la période 1910-1915, un fuselage conventionnel avec cockpit. Comme son nom l'indique, il était destiné à transporter jusqu'à 5 passagers, piloté par Maurice Allard il sera détruit au décollage le 17 juin et jamais reconstruit.

## Description
Les pilotes du premier avion Caudron, le Caudron Type A, étaient assis sans protection sur l'aile inférieure derrière le moteur travaillant en traction placé à l'avant. Le châssis était complètement ouvert et seule la voilure était entoilée. 
Une autre version (Type Abis) a ensuite ajoutée un nacelle avec un cockpit ouvert et cette structure est devenue standard sur les biplans à double poutres de Caudron, du Type B au Caudron Type F et même, avec des modifications mineures, jusqu'à la Première Guerre mondiale et le réputé Caudron G.3.
Dans sa forme originale, le type B était un biplan de même envergure, à deux baies armées de câbles, bien que la baie intérieure ne fasse qu'environ la moitié de la largeur de la baie extérieure. Les deux ailes constituées de longerons revêtus de tissu avaient le même plan rectangulaire à l'exception des saumons biseautés. 
Il n'y avait pas de décalage entre les ailes et donc les trois paires d'entretoises (ou mâts) étaient parallèles et verticales. La paire la plus interne soutenait la nacelle à l'aide d'autres renforts. Seules les parties avant des ailes étaient portées par les longerons jusqu'à mi-corde. Toute la partie arrière des ailes étaient uniquement soutenue par des nervures flexibles, ce qui permettait le contrôle du roulis par gauchissement des ailes. 
Un second Type B, le Type B2 apparu en août 1911 avec des ailes similaires, mais fut six mois plus tard modifié en un sesquiplan avec une envergure de l'aile supérieure de 11,6 m, de 7,30 m pour l'aile inférieure et une surface alaire totale de 32 m2. Le porte-à-faux supérieur était soutenu par des entretoises parallèles inclinées vers l'extérieur à partir des bases des mâts interplan externes. 
De nombreux modèles ultérieurs de Caudron étaient des sesquiplans contreventés de la même manière.
La nacelle était une structure simple, à parois verticales plates, placée derrière le moteur Gnome Omega 7 cylindres rotatif de 50 ch (37 kW). Un moteur Anzani 6-cylindres en étoile de même puissance pouvait également être installé. Il y avait un réservoir de carburant cylindrique monté transversalement derrière le moteur, sa moitié supérieure visible à l'avant du cockpit ouvert. 

Au départ, le catalogue Caudron décrivait le type B comme un trois places, puis comme un biplace, avec le pilote toujours à l'extrêmité arrière de la nacelle. Les photographies montrent le type B, dans sa forme la plus ancienne, avec deux passagers à bord (dont le pilote), puis plus tard, après qu'un autre siège ait été installé dans l'espace entre la nacelle et l'aile inférieure, avec trois.

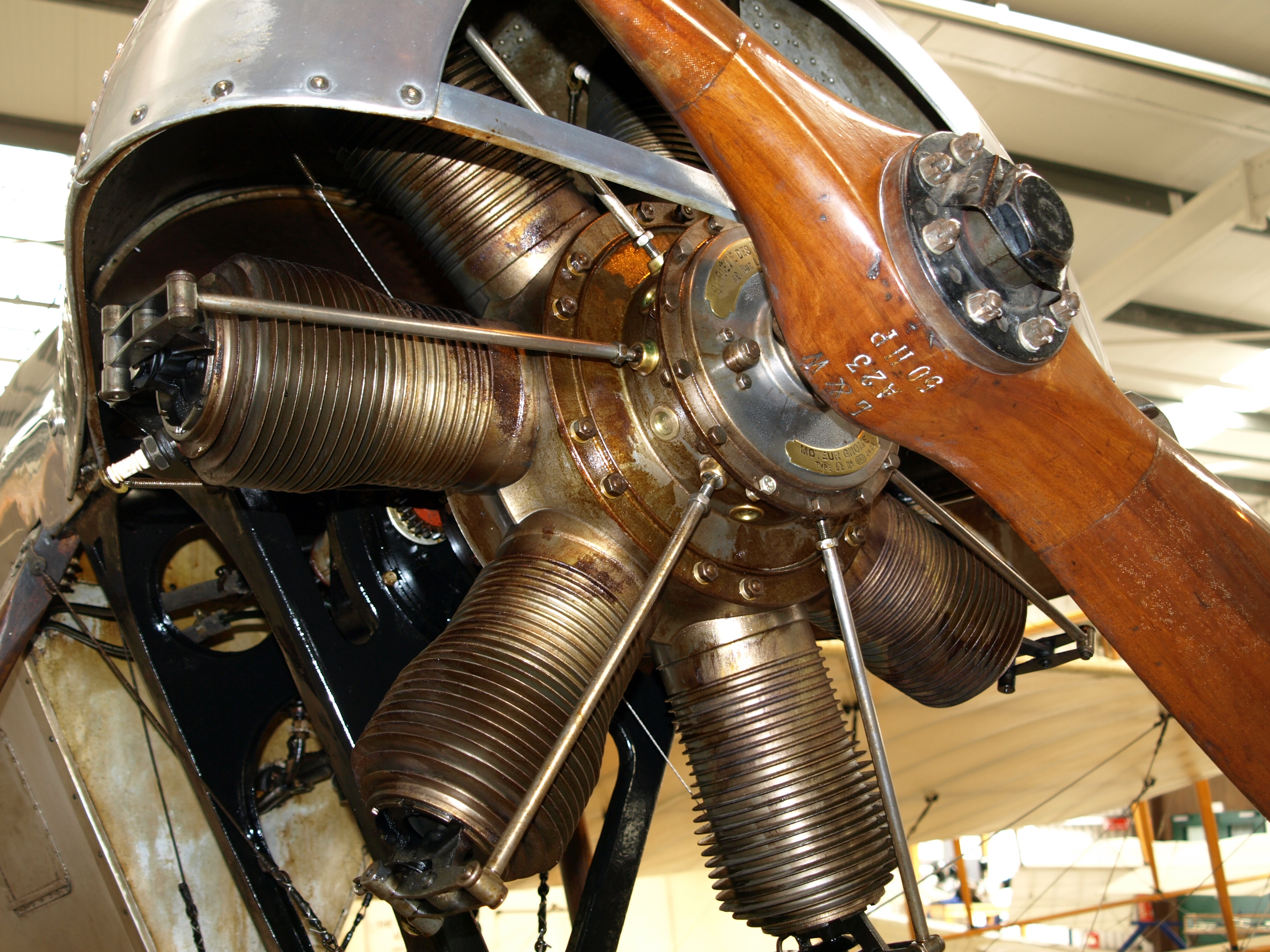
Gnome Omega de la collection Shuttleworth.

L'empennage du type B s'appuyait sur une paire de poutres disposées parallèlement les unes aux autres en plan. Les éléments supérieurs de la poutre étaient fixés aux longerons supérieurs de l'aile au sommet des entretoises interplans les plus internes et les éléments inférieurs passaient sous l'aile inférieure, montés sur des extensions des entretoises interplans. 
Ces éléments inférieurs, qui soutenaient l'avion au sol sous forme de patins, portaient chacun des roues d'atterrissage jumelées et se courbaient vers le haut sur le devant comme des skis. Ils étaient renforcés par des entretoises diagonales remontant à la jambe interplan avant sous l'aile. Derrière l'aile, les éléments supérieurs et inférieurs convergeaient vers l'arrière. Il y avait trois entretoises transversales verticales sur chaque poutre, mais les seules entretoises transversales latérales se trouvaient près de la queue, bien qu'il y ait des contreventements en fil de fer. 
La corde large, à peu près rectangulaire de l'empennage, était montée un peu en dessous du membre supérieur de la poutre. Au-dessus, une paire de gouvernail rectangulaires étaient séparés d'un tiers de la portée de l'empennage.

## Variantes
- Caudron Type B: Biplan à portée égale à l'origine, plus tard modifié en sesquiplan. 1 seul construit.
- Caudron Type B2: Similaire à B, avec les mêmes modifications ultérieures. 1 seul construit.